# ドーヴァーの白い崖
『ドーヴァーの白い崖』（ドーヴァーのしろいがけ、原題：The White Cliffs of Dover）は、1944年に製作・公開されたアメリカ合衆国の映画である。アリス・デュア・ミラーの詩『白い崖』を基にクラレンス・ブラウンが監督、アイリーン・ダンが主演した。イギリス貴族と結婚したアメリカ人女性の第一次世界大戦から第二次世界大戦に至る半生を描いている。

## キャスト
- スーザン：アイリーン・ダン
- ジョン・アシュウッド（スーザンの夫となる）：アラン・マーシャル
- 少年時代のジョン2世（スーザンとジョンの息子）：ロディ・マクドウォール
- ハイラム・ポーター・ダン（スーザンの父）：フランク・モーガン
- サム・ベネット：ヴァン・ジョンソン
- ウォルター・フォーサイス：C・オーブリー・スミス
- 乳母：メイ・ウィッティ
- ジーン（ジョンの母）：グラディス・クーパー
- ジョン2世（成人後）：ピーター・ローフォード
- ベッツィ・ケニー：ジューン・ロックハート
- 10歳のベッツィ：エリザベス・テイラー

## スタッフ
- 監督：クラレンス・ブラウン
- 製作：クラレンス・ブラウン、シドニー・フランクリン
- 脚本：クローディン・ウェスト、ジャン・ルスティグ、ジョージ・フローシェル
- 音楽：ハーバート・ストサート
- 撮影監督：ジョージ・J・フォルシー
- 編集：ロバート・カーン
- 美術：セドリック・ギボンズ
- 装置：エドウィン・B・ウィリス
- 衣裳：アイリーン、ジャイル・スティール
- 録音：ダグラス・シアラー

## アカデミー賞ノミネーション
- 撮影賞（白黒）：ジョージ・J・フォルシー